# Callerebia ricketti
Callerebia ricketti är en fjärilsart som beskrevs av Charles James Watkins 1925. Callerebia ricketti ingår i släktet Callerebia och familjen praktfjärilar. Inga underarter finns listade i Catalogue of Life.